# Legge 3 agosto 2007, n. 124

Logo del Sistema di informazione per la sicurezza

La legge 3 agosto 2007, n. 124 (genericamente nota come riforma dell’intelligence italiana del 2007) è una legge dell'Italia che ha riformato la struttura e l'organizzazione dei servizi segreti italiani e del segreto di Stato in Italia.

## Storia
La nuova legge venne varata durante il governo Prodi II, anche se il processo di riforma era già risalente alla precedente legislatura.
In particolare, dopo l'entrata in vigore della legge 24 ottobre 1977, n. 801, la relazione sulla politica informativa e della sicurezza presentata il 2 febbraio 1984 al Parlamento dal Governo Craxi I fu il primo testo in cui si richiedeva l'adozione di "garanzie funzionali" per gli appartenenti ai servizi segreti per mera legge ordinaria.
Successivamente, la Commissione affari costituzionali della Camera dei deputati svolse una indagine conoscitiva al termine della quale fu approvata una risoluzione che menzionava tale tipo di garanzie tra le necessità di cui tener conto nella disciplina dei servizi segreti (seduta del 7 gennaio 1988). Indi il Governo Prodi I nel marzo del 1997 istituì una Commissione presieduta dal generale Roberto Jucci e composta da magistrati, militari, dirigenti civili dello Stato e docenti universitari: la relazione conclusiva di questa Commissione (sulla disciplina del sistema informativo e della tutela del segreto, per la sicurezza della Repubblica) ammetteva la non punibilità per il personale dei servizi che commettesse reati nell'ambito dell'attività istituzionale, solo per quelle azioni espressamente autorizzate dal ministro competente e delle quali era informato il Presidente del Consiglio.
La nuova normativa fu portata in approvazione nella XV Legislatura: essa riformò radicalmente i servizi segreti italiani, creando nuovi organi e sopprimendo alcuni già esistenti.

## La riforma
La norma creò un "Sistema di informazione per la sicurezza della Repubblica", in particolare ponendo i servizi sotto un più stretto controllo del Presidente del Consiglio dei ministri, cui compete la nomina di direttori e vicedirettori di ciascuna agenzia; egli inoltre provvede al coordinamento delle politiche dell'informazione per la sicurezza, impartisce le direttive e, sentito il Comitato interministeriale per la sicurezza della Repubblica, emana ogni disposizione necessaria per l'organizzazione e il funzionamento del Sistema di informazione per la sicurezza della Repubblica.
La riforma sostituì il SISDE con l'AISI, il SISMI con l'AISE, il CESIS con il DIS; il COPACO divenne COPASIR  e venne istituito il CISR, cui peraltro furono attribuiti più ampi poteri — alle dirette dipendenze del Presidente del Consiglio. Ne sono membri: il Ministro degli Esteri, il Ministro dell'Interno, il Ministro della Difesa, il Ministro della Giustizia, il Ministro dell'Economia e delle Finanze, il Ministro dello Sviluppo Economico e il Ministro dell'Ambiente. È previsto che il direttore generale del DIS assuma il ruolo di segretario di detto organo.
Circa le differenze con il precedente ordinamento, mentre le agenzie di spionaggio erano prima distinte in SISMI — dipendente dal Ministero della Difesa — e SISDE — dipendente dal Ministero dell'Interno — ora lo spartiacque è posto tra sicurezza "interna" ed "esterna", similmente ad altri Paesi del mondo. Rilevante novità della riforma del 2007 infine è stata l'apertura dell'arruolamento diretto di civili, che possono ora entrare a farne parte. Infine, la stessa legge stabiliva che con apposito decreto del Presidente del Consiglio dei ministri della Repubblica Italiana fosse adottato un regolamento a disciplina dello status giuridico ed economico del personale.

## I contenuti

### La nuova struttura dei servizi
La norma ha posto al vertice il Dipartimento delle informazioni per la sicurezza, presso la Presidenza del Consiglio dei ministri, ed ha creato due nuove agenzie: l'Agenzia informazioni e sicurezza esterna (AISE) e l'Agenzia informazioni e sicurezza interna (AISI), superando la tradizionale distinzione della competenza dei servizi tra civile e militare, adottando un regime di competenza territoriale.
L'attività di intelligence militare viene svolta invece dal "II Reparto informazioni e sicurezza" (facente parte dello staff del Stato maggiore della difesa) non integrata quindi nel "Sistema di informazione per la sicurezza della Repubblica". La sua funzione del nuovo apparato è circoscritta "esclusivamente" ad attività di natura tecnico-militare o di polizia militare, segnatamente in tema di gestione della raccolta di intelligence idonee a proteggere gli avamposti e le attività all'estero delle forze armate, in coordinamento con l'AISE.

### Limiti e controlli
È vietato ai servizi segreti italiani assumere, o designare per consulenze, politici eletti in organismi europei, nazionali o locali, membri di organi di governo o costituzionali, magistrati, ministri di culto o giornalisti."
Il DIS è dotato di un ufficio investigativo interno (l'ufficio ispettivo) per verificare che le attività dei servizi che coordina rispettino la legalità, e di conseguenza avrà poteri di indagine interna.

### La nuova disciplina del segreto
Il segreto di Stato può coprire "documenti, notizie, attività ed ogni altra cosa". Apporre il segreto di Stato è prerogativa del Presidente del Consiglio, che può "secretare" qualcosa per quindici anni, rinnovabili fino a trenta. Non può applicarsi a fatti implicanti eversione, terrorismo o attacchi omicidi. In particolare il segreto di Stato non può impedire alla Corte costituzionale l'accesso ai relativi documenti. Il pubblico ministero può rimuovere il segreto di Stato quando le iniziali motivazioni su cui si fondava siano venute meno. Il segreto di Stato può essere eliminato anche dal COPASIR, ma con il consenso unanime di tutti i suoi componenti.

### Deroghe operative
Anzitutto tra le "operazioni autorizzate" sono espressamente esclusi gli atti illegali in uffici di partiti politici, organi amministrativi regionali, sedi di sindacati, o in danno di giornalisti professionisti. La complicità in reati è autorizzabile, salvo nei casi che implicano falsa testimonianza, occultamento di prove o dove ci sia l'intenzione di fuorviare le indagini. La compilazione di dossier illegali al di fuori dei fini istituzionali delle agenzie è punita con la reclusione da tre a dieci anni, ed anche gli archivi segreti sono vietati.
L'esecuzione da parte di agenti segreti di azioni corrispondenti ad un elemento materiale di reato, materia disciplinata dalla legge e comunque escludendosi la licenza di uccidere, sarà di volta in volta autorizzata dal Presidente del Consiglio dei ministri o da un'autorità da lui delegata, in conformità ad un principio di "speciale causa di giustificazione" per tale condotta (garanzie funzionali), intesa come parte di una "operazione autorizzata". Tale permesso sarà motivato, per iscritto, e soggetto a successiva revoca. In caso di "assoluta urgenza", che non permetta di seguire l'ordinaria procedura autorizzativa, i direttori delle agenzie possono autorizzare le attività, informando il Presidente del Consiglio e il DIS "immediatamente" e spiegando le ragioni per un tale svolgimento dei fatti.
In base all'art. 17, secondo comma, della legge 124/2007:

## Valutazioni
Secondo l'organizzazione Statewatch la legge prefigura l'adozione di una regolamentazione che fornisca ai servizi di informazione gli strumenti giuridici per accedere alle banche dati delle pubbliche amministrazioni e delle aziende che forniscono servizi di pubblica utilità, con mezzi tecnici per monitorare quali dati personali siano stati controllati nella circostanza.